# 李伟 (1970年)
李伟（1970年9月—），男，河南南召人，中华人民共和国政治人物，曾任吉林省人民政府副省长，现任中共吉林省委常委、秘书长。

## 简历
1993年毕业于北京物资学院管理工程系管理工程专业；1993年7月进入中国兵工物资北京公司，任市场开发处干部；1994年5月，任中国北方光电工业总公司人劳处干部；1999年7月进入中国兵器工业集团公司，历任人事劳动部综合调配处副处长、干部一处副处长、副处长（正处级）；2008年在职取得南开大学商学院高级管理人员工商管理硕士。
2012年2月，任国务院国资委办公厅（党委办公室）副主任；2014年4月，任国务院国资委党委机要秘书、中央企业团工委书记；2015年2月，任国务院国资委研究局（行业协会联系办公室）局长（主任）、中央企业团工委书记；2019年8月，任国务院国资委企业领导人员管理一局（董事会工作局）局长；
2020年7月，任吉林省人民政府副省长。2022年6月，当选为中共吉林省委常委，并兼任省委秘书长。